# Boržava (sídlo)
Boržava (ukrajinsky: Боржава, maďarsky: Nagyborzsova) je obec na Ukrajině v Zakarpatské oblasti v okrese Berehovo, v městské komunitě Berehovo. V roce 2001 zde žilo 1 502 obyvatel, z toho 95,07 % obyvatel bylo maďarské národnosti.

## Historie
Do uzavření Trianonské smlouvy byla obec součástí Uherska, poté byla součástí první československé republiky, nejdříve pod názvem Boržova Velká, poté pod názvem Boržava. V letech 1938 až 1945 byla Boržava na základě první vídeňské arbitráže součástí Maďarského království. Od roku 1945 byla obec součástí Ukrajinské sovětské socialistické republiky, která byla součástí SSSR. Od roku 1991 je obec součástí nezávislé Ukrajiny.